# Коренная Балка
Коре́нная Ба́лка — посёлок в Белореченском районе Краснодарского края России. Входит в состав Пшехского сельского поселения.

## Географическое положение
Расположен в 12 км от центра поселения и в 20 км от районного центра.

## Население
| 2002 | 2010 |
| ---- | ---- |
| 30   | ↘15  |

## Улицы
- ул. Дубовая[5].